# Gapinge
Gapinge es una localidad del municipio de Veere, en la provincia de Zelanda (Países Bajos). Está situada unos 6 km al norte de Middelburg. 
Hasta 1857 tuvo municipio propio.